# Karl Friedrich Matthes
Karl Friedrich Matthes (* 21. November 1829 in Schönbach; † 13. November 1904 ebenda) war ein deutscher konservativer Politiker.

## Leben und Wirken
Der Sohn der Gärtners Johann Gottfried Matthes (1802–1880) war nach dem Besuch der Volksschule als Fabrikant und Gutsbesitzer in seinem Heimatdorf Schönbach tätig. Von der Fa. K. F. Matthes wurde u. a. der Güterdienst auf der Haltestelle Schönbach der Schmalspurbahn Taubenheim–Dürrhennersdorf versorgt. Als Vertreter des 6. ländlichen Wahlkreises gehörte er von 1877 bis zu seinem Tod der II. Kammer des Sächsischen Landtags an.